# Paisaje protegido de la cuenca del río Marikina superior
El paisaje protegido de la cuenca superior del río Marikina es un área protegida en la provincia de Rizal, en Filipinas, que forma la zona superior de la cuenca de drenaje del río Marikina.
El término "Cuenca de Marikina" se usa a veces para referirse específicamente a esta área protegida, pero también generalmente se refiere a toda la cuenca de drenaje del río, desde las montañas de la Sierra Madre de la provincia de Rizal hasta el área de Napindan en Pasig, donde desemboca en el río Pasig .
El paisaje protegido de la cuenca del río Marikina superior se había denominado Reserva de la cuenca hidrográfica de Marikina hasta noviembre de 2011, cuando el presidente Benigno S. Aquino III mejoró su estado de "reserva" a "paisaje protegido".

## Cuenca del río Marikina

### Río Marikina superior
El área oficialmente conocida como Paisaje Protegido de la Cuenca Alta del Río Marikina cubre 26,125.64 hectáreas, cubre los tramos superiores de la cuenca del Marikina en la provincia de Rizal, que fluye a través de Antipolo, Baras, Rodríguez, San Mateo y Tanay .
En Rodríguez, el río está represado por la presa de Wawa, una estructura construida a principios del siglo XX para suministrar agua a Manila.

### Río Marikina inferior
Desde la zona paisajística oficial protegida, el río Marikina atraviesa su ciudad homónima, Marikina. Cerca del límite de las ciudades de Marikina y Pasig, el río se encuentra con las compuertas de la vía de inundación Manggahan, una vía de agua controlada que se utiliza para evitar las inundaciones en Manila durante las lluvias torrenciales, desviando la mayor parte del agua del Marikina hacia la Laguna de Bay (es decir, el lago Laguna) en lugar del río Pasig. 6,75 kilómetros más abajo, a través del Pasig, el río Marikina desemboca finalmente en el río Pasig

### Vías fluviales tributarias
El río Marikina, en el centro, fluye aproximadamente 11 km y tiene una serie de afluentes en forma de arroyos y ríos, que drenan cuatro municipios y una ciudad en la provincia de Rizal, y tres ciudades en la región de la capital nacional de Filipinas
Rodríguez, Rizal
Los mayores de estos afluentes se encuentran río arriba, en las zonas más montañosas de Rodríguez. Se trata de los ríos Tayabasan y Montalban, el río Boso Boso y el río Wawa, que se une al río Marikina justo aguas arriba de la presa de Wawa. Más abajo de la presa, pero todavía en la ciudad de Rodríguez, están el río Puray (que fluye cerca del zoológico de Avilon), y el río Manga.
San Mateo, RizalHasta este punto el río sigue una dirección más o menos Este-Oeste hasta San José, Rodríguez, donde toma un giro brusco de norte a sur hacia el Municipio de San Mateo, donde el Río Ampid forma el límite entre Barangays Maly y Ampid. En este punto, al otro lado del río en Quezon City, el arroyo Calamiong drena el Barangay Bagong Silang. Más abajo, el río Nangka y su propio afluente, el arroyo Sapang Labo, marcan el límite entre San Mateo y el Marikina.
Ciudad de Marikina
En algún lugar al norte de Brgy Tumana, en Marikina, se encuentra un punto en el que un dique de la época colonial americana desplazó el caudal del río Marikina hacia el oeste, alejándolo del centro de la población de Sitio Bayanbayanan (ahora conocido como Concepción Uno), donde la erosión había sido un problema. La construcción de un dique dejó tras de sí un cauce remanente que ahora se conoce como Patay na Ilog (literalmente "río muerto", en referencia a la antigua trayectoria del río), por donde pasaba la trayectoria original del río, que vuelve a unirse al río Marikina justo al sur del puente de Tumana. El dragado para este dique de la época americana dejó un gran afloramiento de piedra justo por debajo del nivel del agua, donde los niños de Marikina jugaban, cuando el agua aún estaba limpia, de tal manera que esta parte del río todavía se llama "luksong kabayo".
El nombre de Barangay Tumana, en lengua tagala, significa tierra fértil por encima del nivel del agua. La zona se consideraba ideal para el cultivo de hortalizas debido a la riqueza del suelo fluvial y a la inundación anual de la zona por el río Marikina durante la temporada de lluvias, lo que impedía que las plagas de insectos rastreros se quedaran de forma permanente. Con el tiempo, esta zona también se utilizó para la extracción de tierra del río y vio una afluencia de colonos informales que la convirtieron en una zona residencial, convirtiéndose finalmente en un barangay separado de Concepción, con Patay na Ilog formando parte del límite.
Más al sur, en el lado de Quezon City, el barangay Pansol está drenado por el arroyo Pansol, cuya cabecera llega hasta justo detrás del Campus Escolar Integrado de la Universidad de Filipinas. Incluso más al sur, en Barangay Malanday, Marikina, el arroyo Lamuan-Bulelak también desemboca en el río Marikina, aunque su zona de desembocadura precisa ha quedado difuminada por la construcción de edificios residenciales.
Arroyos adyacentesEn Marikina, muchos otros arroyos fluyen cerca del río Marikina pero no están conectados directamente. Estos incluyen Bankaan Creek en Barangay Parang, Concepcion Creek en Barangay Concepcion Dos y Usiw Creek en Barangay Sta Elena. En cambio, estas vías fluviales están conectadas en una red compleja con los arroyos Balanti, Halang y Muntingdilao y el río Sapang Baho, que finalmente desembocan en Manggahan Floodway y Laguna de Bay.

## Áreas protegidas circundantes
Según lo definido por la Proclamación Presidencial n.º 296 que lo creó, el Paisaje Protegido de la Cuenca del Alto Marikina está rodeado de otras reservas y áreas protegidas en todos los lados excepto el sur, donde está rodeado de "tierras alienables y desechables".
Limita al oeste con la Reserva de Lungsod Silangan Townsite (creada en virtud de la Proclamación Presidencial 1637 del 18 de abril de 1977); el Paisaje Protegido de Pamitinan (creado en virtud de la Proclamación Presidencial 901 del 10 de octubre de 1996); al suroeste, la zona del Programa Social Forestal Integrado (definida por la Proclamación Presidencial 585 del 5 de junio de 1990); al este, la Reserva Forestal de la Cuenca del Kaliwa (creada por la Proclamación Presidencial 573 del 26 de junio de 1969); y al norte, la Reserva Forestal de la Cuenca del Angat (creada por la Proclamación Presidencial 71 del 10 de marzo de 1927).

## Administración
La Reserva de la Cuenca del Marikina fue creada originalmente el 26 de julio de 1904, en virtud de la Orden Ejecutiva n.º 33, que fue emitida por el entonces Gobernador General de las Islas Filipinas, Luke Edward Wright .

La orden apartó una extensión de tierra en la provincia de Rizal para ser conocida como la "Reserva Mariquina". Su objetivo declarado era "proteger la cuenca del río Mariquina, la fuente del abastecimiento de agua de la ciudad de Manila". Describió el área de la reserva así:
"En la provincia de Rizal : comienza en la cima del monte Cayabasan, en la línea fronteriza norte de la provincia de Rizal, y corre en dirección sur a lo largo de la cima de la cadena montañosa hasta un punto en la cima de las montañas, aproximadamente cinco millas al noreste de la ciudad de Varas ; desde allí hacia el oeste a lo largo de la cumbre o cresta hasta un punto a medio camino entre Antipolo y Boso-Boso (ahora Barangay San José en Antipolo), donde el sendero cruza dicha cresta, de allí hacia el norte a lo largo de dicha cresta o cumbre hasta el Monte Bantay, donde la línea fronteriza norte de la provincia de Rizal cruza el monte Bantay; de allí hacia el este a lo largo de dicha línea fronteriza norte de la provincia de Rizal hasta el lugar de inicio, que contiene cien millas cuadradas, más o menos ".
La Proclamación 296 colocó el Paisaje Protegido de la Cuenca del Río Marikina Superior "bajo la jurisdicción administrativa del Departamento de Medio Ambiente y Recursos Naturales" bajo las disposiciones de la Ley del Sistema Nacional Integrado de Áreas Protegidas (NIPAS) de 1992.